# Synagogue de Fénétrange
La synagogue de Fénétrange est une synagogue située dans la commune française de Fénétrange dans le département de la Moselle dans le Grand Est.

## Histoire
Elle a été construite en 1866. La synagogue profane est située dans la rue du Vieux Pensionnat.
Il a été vendu en 1979 et sert aujourd'hui de remise. La galerie des femmes est toujours là et le sanctuaire de la Torah en pierre sculptée a été donné au Musée de la Cour d'Or à Metz.